# Тарньерское болото
Тарньерское (Тарнерское) болото — болото в Ивдельском городском округе Свердловской области, Россия.

## Географическое положение
Тарньерское болото расположено в муниципальном образовании «Ивдельский городской округ» Свердловской области, между рекой Мундыр (правый приток реки Ивдель), и рекой Талица (правый приток реки Ивдель). В окрестностях от посёлка Третий Северный. Болото площадью 4 км², глубинной до 1 метров, труднопроходимо.